# Hamuliakovo
Hamuliakovo (en allemand : Gutern) est un village de Slovaquie situé dans la région de Bratislava.

## Histoire
Première mention écrite du village en 1284[réf. nécessaire].

## Démographie

### Évolution de la population
| Année:               | 1994. | 2004.    | 2014.    | 2024.    |
| -------------------- | ----- | -------- | -------- | -------- |
| Nombre de personnes: | 778   | 1108     | 1674     | 3036     |
| Différence:          |       | +42,41 % | +51,08 % | +81,36 % |

| Année:               | 2023. | 2024.   |
| -------------------- | ----- | ------- |
| Nombre de personnes: | 2927  | 3036    |
| Différence:          |       | +3,72 % |